# یواس‌اس تورتاگا (ال‌اس‌دی-۲۶)
یواس‌اس تورتاگا (ال‌اس‌دی-۲۶) (به انگلیسی: USS Tortuga (LSD-26)) یک کشتی بود که طول آن ۴۵۷ فوت ۹ اینچ (۱۳۹٫۵۲ متر) بود. این کشتی در سال ۱۹۴۵ ساخته شد.